# Antonio Fillol Granell
Antonio Fillol Granell (Valencia, 3 de enero de 1870-Castellnovo, 15 de agosto de 1930) fue un pintor español considerado como uno de los principales representantes del realismo social y autor de una extensa obra artística que recoge escenas, paisajes y costumbres del pueblo valenciano, tratadas con delicadeza pero con una gran profundidad. Destacó también en su faceta de retratista, realizando una colección de pinturas de personajes típicos valencianos, dotándolos de una fuerte carga psicológica y evocativa. Acreedor de numerosos premios nacionales e internacionales, su obra está parcialmente recogida en el Museo del Prado, Museo de Bellas Artes de Valencia, Museo Provincial de Jaén y Museo de la Ciudad de Valencia, entre otros.

## Biografía
Nació en valenciano barrio del Carmen, en el número 1 de la calle que posteriormente llevaría su nombre y que entonces formaba parte de la calle Baja.
Discípulo de Ignacio Pinazo Camarlench y de la Escuela de Bellas Artes de San Carlos, de la que también fue catedrático numerario y promotor de reformas educativas. Como presidente del Círculo de Bellas Artes de Valencia contribuyó a revitalizar la vida cultural y a mejorar la situación de los artistas valencianos.

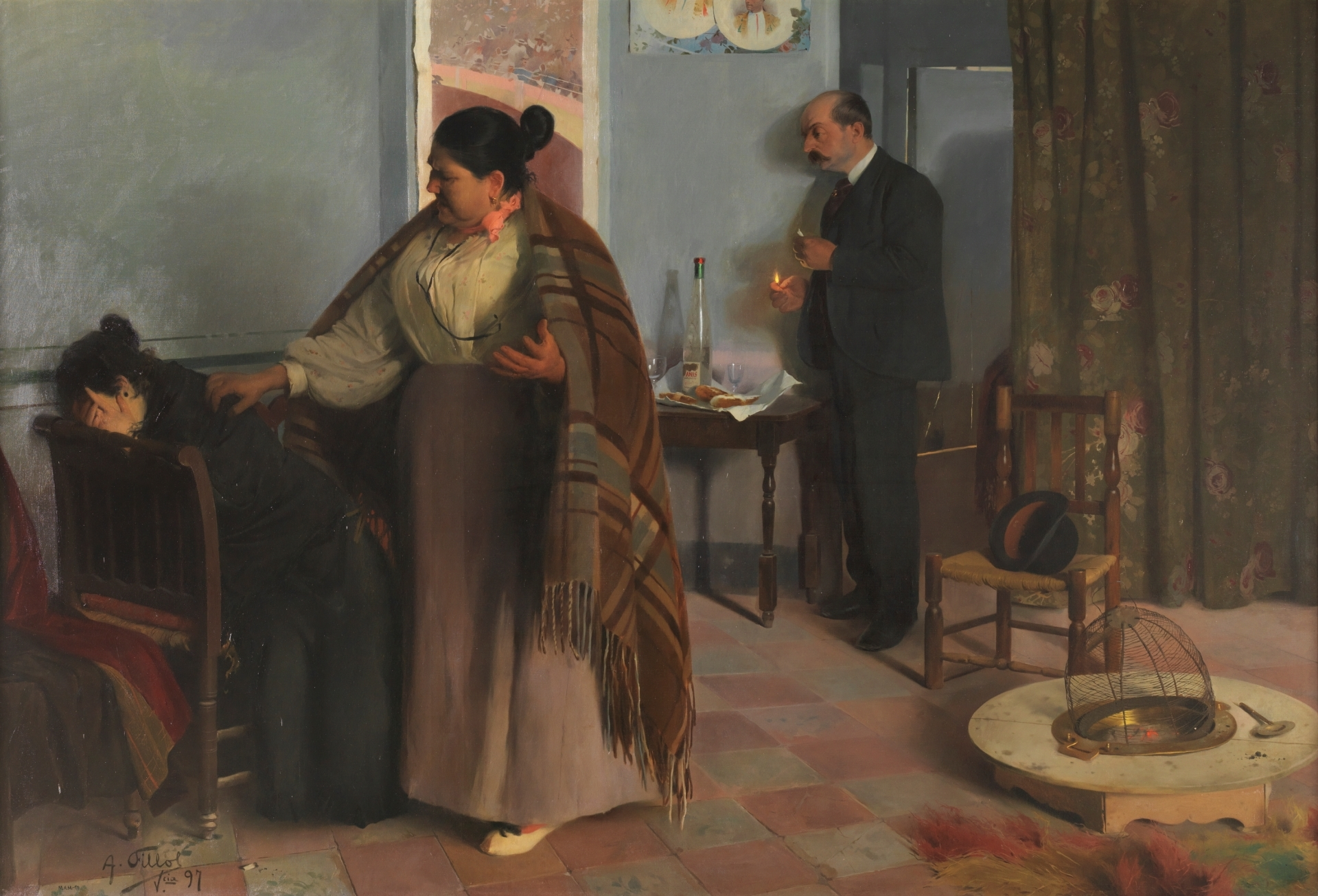
La Bestia Humana, 1897.

## Obra
Su obra presenta una  etapa en la que muestra temas sociales (La gloria del pueblo (1895), Después de la refriega (1904), El amo, El sátiro (1906)), y otra en la que se centra en contenidos foclóricos y costumbristas (Albores, Siega del arroz en la albufera de Valencia (1900), La Creu de Maig, Los patrones de Valencia). También realizó retratos, como el de Navarro Reverter y el de Blasco Ibáñez.
Una de sus obras más interesantes es La Bestia Humana, de 1897, enmarcada en la pintura costumbrista decimonónica de carácter social. Fue un cuadro muy criticado desde el punto de vista formal, pero desde el punto de vista pictórico es magnífico. Acerca del tema del cuadro ha habido ciertas opiniones, pero parece ser que trata el tema de la prostitución con cierta crudeza.
Otras de sus obras:
- La defensa de la choza (1985)
- Los amigos de Jesús (1900)
- La semilla (1904)
- Flor deshecha (1906)
- La novia (1922)

## Galería de obras destacadas
|                      |
| La gloria del pueblo |

|                     |
| Los amigos de Jesús |

|                        |
| Después de la refriega |

|                        |
| La defensa de la choza |

|               |
| Flor deshecha |